# Вілен (Німеччина)
Вілен (нім. Wielen) — громада в Німеччині, розташована в землі Нижня Саксонія на кордоні з Нідерландами. Входить до складу району Графство Бентгайм. Складова частина об'єднання громад Юльзен.
Площа — 23,06 км2. Населення становить 500 ос. (станом на 31 грудня 2021).